# Акопян, Вилен Паруйрович
Вилен Паруйрович Акопян (арм. Վիլեն Պարույրի Հակոբյան; род. 1 мая 1938, Гарнаовит) — советский и армянский фармацевт, доктор медицинских наук (1970), профессор (1978), академик НАН РА (1994), член-корреспондент (1990), заслуженный деятель науки Республики Армения (2014), ректор Ереванского государственного медицинского университета (1987—2006).

## Биография
В 1954—1960 годах учился на лечебном факультете Ереванского медицинского института.
В 1961—1962 работал врачом. В 1962—1964 годах являлся старшим помощником на кафедре фармакологии ЕрМИ, в 1964—1968 годах, младший научный сотрудник кафедры фармакологии.
В 1967 году защитил диссертацию в Ереване, получив степень кандидата медицинских наук.
В 1968—1972 годах был старшим научным сотрудником кафедры фармакологии ЕрМИ, в 1971—1972 годах — заместителем декана медицинского факультета ЕрМИ, в 1972—1980 годах — доцентом кафедры фармакологии ЕрМИ, в 1972—1979 годах — деканом факультета иностранных студентов ЕрМИ.
Защитил докторскую диссертацию в Казани, получив степень доктора медицинских наук. В 1980—1994 годах был профессором кафедры фармакологии ЕрМИ, в 1979—1983 годах — деканом медицинского факультета ЕрМИ, в 1986—1987 годах — проректором по учебной работе, в 1980—1994 годах — профессором кафедры фармакологии, в 1987—2006 годах — ректором вуза.
С 2006 года — заведующий кафедрой фармакологии ЕГМУ. Советник ректора ЕГМУ с 2011 года.
С 2006 года — академик-секретарь Отделения естественных наук НАН.
Автор 322 научных работ, 7 монографий, 14 учебных пособий, 21 авторского патента.
Научная деятельность посвящена открытию механизмов действия эндогенноых физиологически активных веществ на кровообращение в головном мозге, изучению роли гамма-аминокислоты (GACT) в регуляции кровообращения в головном мозге при различных патологических состояниях, изучению эффектов гипокинезии, а также выявлению возможных путей коррекции наблюдаемых нарушений, скринингу новых физиологически активных веществ, влияющих на сердечно-сосудистую систему.
Награжден золотыми медалями им. Альберта Швейцера, Месропа Мащтоца, Мхитара Гераци, Вернадского, Ф.Нансена, Драстамата Канаяна, лауреат премии Президента Республики Армения, удостоен званиям почётного гражданина Еревана, «Заслуженного деятеля науки Республики Армения» (2014).